# فطريات حقيقية
الفطريات الحقيقية  (الاسم العلمي:Eumycota) أو (الاسم العلمي:Eumycophyta) أو (الاسم العلمي:Eumycetes) هي فرع حيوي أحادي النمط الخلوي يجمع معظم الفطريات التاريخية.
المصطلح يعني "الفطريات الحقيقية" ويعمل على تمييز هذه الكائنات عن المجموعات الأخرى التي تم استبعادها من مملكة الفطريات، مثل العفن الغروي وبعض الفطريات الطحلبية.
تشكل الفطريات الحقيقية معظم مملكة الفطريات بتعريفها الحديث.
وتشمل الأخيرة أيضًا الفطريات البويغية، وهي طفيليات داخل الخلايا لم تكن تُعتبر تاريخيًا فطريات، بل أوليات. تشكل كل من الفطريات الحقيقية والفطريات البويغية معًا الصنف الشقيق للتوالانيات، والتي يشمل الحيوانات. تشكل هاتان المجموعتان فرع خلفيات السوط.
هناك حوالي 100,000 نوع معروف، ولكن تشير التقديرات إلى أن هناك ما يصل إلى حوالي 1.5 مليون.